# Eugen Theodor Thissen
Eugen Theodor Thissen (* 31. Oktober 1813 in Aachen; † 27. September 1877 in Limburg an der Lahn) war ein katholischer Geistlicher und Politiker.

## Leben
Eugen Theodor Thissen studierte in Bonn von 1832 bis 1836 Katholische Theologie, Philosophie und Rechtswissenschaft. 1837 wurde er zum Priester geweiht. Von 1838 bis 1842 war er Kaplan in Kornelimünster und von 1842 bis 1847 Lehrer in Jülich. Von 1847 bis 1858 war er Pfarrer sowie Sekretär des Dombau-Vereins in Köln. Anschließend war er Domkapitular, Stadtpfarrer und geistlicher Kammerherr in Frankfurt am Main. 1861 wurde er Päpstlicher Geheimkämmerer, 1868 Ehrendomherr in Limburg und seit 1859 Offizialatsrat. 1874 Regens des Priesterseminars Limburg bis zu dessen Schließung im Kulturkampf 1875.
1848 war er Mitgründer der Rheinischen Volkshalle.
Von 1852 bis 1858 war Thissen Mitglied des Preußischen Abgeordnetenhauses, erneut von 1870 bis 1873 und von 1875 bis zu seinem Tode 1877. 1867 war er Mitglied des Konstituierenden Reichstags des Norddeutschen Bundes für den Wahlkreis Köln 1 (Köln-Stadt). Im norddeutschen Reichstag blieb er fraktionslos. 1870–73 bzw. 1875 bis zu seinem Tode war er abermals Mitglied des Abgeordnetenhauses.